# Георгий (митрополит Киевский)

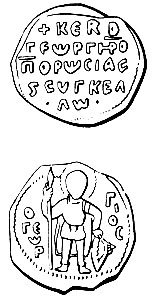
Печать митрополита

Митрополи́т Гео́ргий (XI век) — митрополит Киевский, предполагаемый автор «Стязания с латиною», грек по происхождению.
По предположению митрополита Макария (Булгакова), Георгий занимал митрополичий престол в 1062—1077 годах; по мнению митрополита Филарета (Гумилевского) — в 1065—1073 годах.

## Биография
Прибыл на Русь из Византии около 1062 года. Как явствует из греческих надписей на принадлежащих ему печатях («Господи, помози Георгию, митрополиту Росии и синкеллу»), одновременно являлся членом императорского сената в Константинополе и носил придворный титул «синкелл».
Имя митрополита Георгия упоминается в «Повести временных лет» под 1072 годом в рассказе о перенесении мощей Бориса и Глеба («митрополит же тогда бе Георгий»), и под 1073 годом («митрополиту Георгию тогда сущю в Гръцех» — то есть находящийся в Византии), а также в послании митрополита Нифонта Кирику Новгородцу, где имеется ссылка на правило «митрополита Георгья». «Не может, рече, того възборонити, аже приносять спасения хотяче души своей, еже творить и митрополита Георгья русьскаго напсавъша, а нету того никдеже».
Умер позднее 1073 года. Его преемник, митрополит Иоанн II, предположительно занял киевскую кафедру не позднее 1077 года.

## Литературное наследие
Митрополит Георгий оставил заметный след в истории древнерусской книжности. Известно несколько сочинений, надписанных под его именем.
Георгию приписывается произведение, известное в единственном списке конца XV века и названное там «Георгия митрополита киевьскаго стязание с латиною, вин числом 70» (нач.: «Понеже великый Констянтин от Христа приим царство…»). В «стязании» перечислено 27 обвинений «латинян» в нарушении ими христианских догматов. Принадлежность «Стязания» Георгию ставится под сомнение А. С. Павловым, считающим его позднейшей компиляцией из послания митрополита Никифора Владимиру Всеволодовичу Мономаху и «Слова о вере крестьянской и латыньской» Феодосия Печерского. Е. Е. Голубинский приписывал Георгию также «Заповедь святых отец по исповедающимся сыном и дщерем», но эта атрибуция не признаётся основательной.